# 俄罗斯航空1492号班机空难
俄罗斯航空1492号班机是由莫斯科谢列梅捷沃国际机场飞往该国北部摩尔曼斯克机场的定期航班。当地时间2019年5月5日傍晚5:50，载有78名乘客的该航班自谢列梅捷沃国际机场起飞，此后不久在爬升过程中遭到雷击，随即报告紧急状况折返，有消息指首次降落不成功。执行该航班的注册号为RA-89098的苏霍伊超级喷气机100（SSJ-100）支线客机，起飞后27分钟于谢列梅捷沃机场跑道迫降时燃起大火，现场影像浓烟冲天，机身严重受损且机尾部分已完全烧尽。机场的安保闭路电视画面显示客机着陆时发生了两次弹跳——重着陆后客机回到空中，第二次接地导致起火和起落架断裂，再次离地后第三次着陆才在跑道上滑行至最终位置。

## 伤亡及调查
据俄罗斯俄新社报道，78名乘客中有41人在事故中罹难，33名乘客和4名機組員生還，但其中6人傷勢嚴重正接受治療。撤离过程持续了55秒。事件还造成谢列梅捷沃机场仅能以单跑道受限模式运行，53个航班延误。
俄羅斯政府主要調查單位於2019年5月6日表示，這架飛機的2具黑盒子已尋獲。
关于飞机失事原因，法新社報導，班機駕駛葉夫杜其莫夫（Denis Yevdokimov）告訴俄羅斯「共青團真理報」（Komsomolskaya Pravda），飛機上空「因出現閃電」而失去通訊，需要轉為緊急控制模式，但他並未表明閃電是否直接擊中飛機。葉夫杜其莫夫還說：「我們透過無線電連線順利恢復通訊，但連線只持續一段短時間，並一再中斷…只能說幾個字。」在闪电干扰下飞行员选择迫降，但同时飞机未放空燃油就降落，导致飞机过重，且燃油助长火势。
这次事故为俄羅斯航空自1990年从“苏联民航”更名以来第3次有人员伤亡的空难，也是俄航自1990年以来首次俄製飞机空难，亦是俄航自加入天合联盟以来首次空难。俄航称该航班飞行员在涉事机型上有1400小时飞行经验。涉事飞机于2017年9月交付，机龄不足2年；最近1次定期维护是事发前不久的2019年4月初。俄罗斯航空运作50架苏霍伊超级喷气机100，并有至少100架订单；该型机于2011年首次投入商业运行，已交付近150架，用户多为俄罗斯的航空公司。
2020年4月15日，俄罗斯联邦侦查委员会公佈調查結果，認為失事飞机不存在技术故障，事故原因是机长在降落时，违反航空安全条例导致操作失误，從而造成飞机失事。

## 后续

### 携行李逃生影响疏散之争议
事故发生后，一些媒体和观点质疑，部分成功逃生的乘客在撤离时仍携带了手提行李，这或许影响了疏散速度，本可能有更多人获救。一些携行李逃生成功的旅客受到網友撻伐。5月11日，俄罗斯RBK电视台采访消息人士的话称，携个人物品逃生的乘客并未影响此次撤离的速度，那些可能撤离的人均很快就撤离了，并将網路上的指控称为“初步的情绪反应”。据REN TV新闻网报道，坐在飞机尾端的大多数乘客几乎没有机会逃生，有些人甚至没有时间解开安全带，大火导致一些乘客因一氧化碳中毒失去意识和身亡。俄塔社在11日的报道中公布了从执法部门获得的消息，称坐在飞机后排但最终幸存的乘客，在飞机紧急着陆并起火前，就已经转移到了客机前部。

### 遇难者亲属起诉
2020年12月，事故遇难者亲属在巴黎法院提起诉讼，该案被告为该款机型的飞机生产设备的8家公司，包括5家法国公司、1家德国公司和1家美国公司，以及作为飞机经营单位的俄罗斯航空公司。原告代表认为，SSJ100型号飞机不符合防雷适航标准，以至于在飞行过程中遭雷击后，无法完成紧急降落，并要求相关责任方赔偿精神损失和物质损失。截止至2020年12月，国家间航空委员会（IAC）仅发布有关空难的初步报告，对此事故的调查仍在进行中。

## 类似事件
- 涉及发动机起火的事故：
  - 中華航空120號班機事故
- 涉及到降落时触地弹跳坠毁的事故及空难：
  - 联邦快递14号班机事故
  - 中国南方航空3456号班机空难
  - 中华航空642号班机空难
  - 联邦快递80号班机空难
- 涉及到飞机起火且因逃生处理不善而导致大量人员遇难的空难：
  - 加拿大航空797号班机空难
  - 沙特阿拉伯航空163号班机空难